# لیولیاکووو (استان کرجالی)
لیولیاکووو (به بلغاری: Lyulyakovo) یک منطقهٔ مسکونی در بلغارستان است که در شهرستان کاردژالی واقع شده‌است.